# Armored Trooper VOTOMS
Armored Trooper VOTOMS (装甲騎兵ボトムズ Sōkō Kihei Botomuzu?) es una serie animada japonesa de 1983 perteneciente al género Mecha, específicamente el Real Robot. También se le considera como perteneciente al género Ciencia ficción Militar, fue dirigida por Ryosuke Takahashi y producida por los estudios Sunrise, el diseño de los personajes estuvo a cargo de Norio Shioyama. VOTOMS es la secuela espiritual de Fang of the Sun Dougram, una serie animada (También de Takahashi) que estableció el anime militar de ciencia dura como un género viable. Los robots de la serie fueron diseñados por Kunio Okawara (Mobile Suit Gundam). La serie fue seguida por varias animaciones en formato OVA y ha dado lugar a varias producciones en diversos medios de difusión, que van desde novelas ligeras hasta videojuegos.  

## Argumento
La serie sigue la trayectoria del personaje principal, llamado Chirico Cuvie (Kiriko Kyuubi). Él es un piloto veterano de las fuerzas especiales Armored Trooper ("Soldado Blindado") y antiguo miembro del "Batallón Red Shoulder", una fuerza de mecha de élite usada por la Confederación de Gilgamesh en su guerra contra la Unión Balarant. Ambas son naciones interestelares de la distante Galaxia de Astragius. Gilgamesh y Balarant estaban envueltos en una guerra galáctica de cien años cuya causa se olvidó hace tiempo. Ahora, la guerra está acabando y una frágil tregua se ha establecido.
Chirico Cuvie es transferido de repente a una unidad comprometida en una misión sospechosa, y no sabe que él está ayudando a robar secretos de lo que parece ser su propio bando. Chirico es traicionado y dejado por muerto, pero sobrevive y es arrestado por el ejército de Gilgamesh bajo la acusación de traición. En esas circunstancias es torturado para revelar información. Chirico logra escapar y se desata contra él una persecución que se extiende a lo largo de toda la serie, con el ejército intentando cazarlo al igual que una misteriosa sociedad secreta formada parcialmente por exmilitares de Gilgamesh. Chirico intenta descubrir la verdad acerca de uno de los objetivos que le asignaron recuperar en esa operación: una mujer misteriosa y bonita que se volvería su única pista para desenmascarar la conspiración galáctica. En su travesía, contará con el apoyo de algunos personajes que la harán de sus compañeros, en un principio por cuestiones egoístas pero que a lo largo de la serie, entablará una amistad con ellos.
Los personajes principales de la serie toman sus nombres del alfabeto griego. Chirico, (pronunciado en japonés como "Kiriko"), es del carácter griego "ji" (X). Fyanna (Fuiana) es del carácter griego "fi" (F), e Ypsilon (Ipushilon) del carácter griego "Ípsilon" (Y).

## Personajes

#### Chirico Cuvie
Es el personaje principal de la serie y de casi todo el universo de VOTOMS. Es un joven pero extremadamente habilidoso y experimentado piloto de las unidades mecánicas de combate conocidas como AT. Su personalidad es muy seria y estoica, casi siempre desconfiado, reservado y motivado por la venganza. A los 16 años se unió al Ejército de Gilgamesh donde se desempeñó como piloto desde un principio, posteriormente pasó a formar parte del infame escuadrón militar conocido como los "Red Shoulders" famoso por su crueldad y por llevar a cabo varias sangrientas matanzas incluso de poblaciones civiles. Hacia el final de la guerra entre Gilgamesh y Balarant, es asignado a una misión de la cual no se le dan muchos detalles, durante el desarrollo de dicha misión que consiste en el asalto a una instalación militar secreta, cae en cuenta que están atacando a miembros de su propio ejército sin entender el por qué. Mientras sus demás compañeros se dedican a saquear la instalación, Chirico se encuentra con un extraño contenedor con forma de ataúd en cuyo interior se encuentra una mujer desnuda en una especie de sueño inducido, sin embargo la mujer abre los ojos y lo mira, lo que deja pasmado a Chirico, posteriormente sus compañeros llegan al lugar y se llevan el contenedor. En el proceso de abandonar la instalación, Chirico es atacado con una bomba por parte de sus propios compañeros y dejado por muerto a la deriva en el espacio exterior, poco después es rescatado por el Capitán Rochina y llevado al planeta Melkia, el general lo tortura para interrogarlo y que revele los pormenores de la misión en la que participó, Chirico le dice todo lo que sabe excepto lo de la mujer que vio. Posteriormente, Chirico logra escapar y se encamina a investigar el trasfondo de aquella misión que marcó su destino pero más concretamente, la identidad de la mujer misteriosa oculta en el contenedor.

#### Fyana
También conocida como el Prototipo o Proto One, es una humana modificada artificialmente para servir como "Perfect Soldier", un tipo de arma viviente creada por el Ejército de la Confederación Gilgamesh y que puede pilotear un AT de manera mucho más efectiva que el soldado más experimentado. Para mantenerse con vida y conservar su funcionamiento óptimo, Fyana requiere de baños periódicos con un mineral llamado "Jijirium". No se sabe nada de su origen ni de su vida antes de ser modificada como Perfect Soldier, el nombre de Fyana se lo da Chirico poco después de conocerla, ella misma desconoce quiénes estuvieron involucrados en su creación y la mayor parte de su programación. Al ver a Chirico estando dentro del contenedor en forma de ataúd quedará marcada por este suceso. Durante el primer arco de la serie aparece en la arena de combates de Battling y transportándose en una limusina, es conocida por otros personajes como la Dama Fantasma. Posteriormente es usada para derrotar a Chirico en un enfrentamiento con AT´s pero resulta incapaz de matarlo debido al primer encuentro que tuvieron, convirtiéndose en el interés amoroso del personaje principal.

#### Gotho
Es un hombre mayor dedicado al contrabando de armas y la organización de enfrentamientos clandestinos de AT´s conocido como Battling, un entretenimiento muy popular en la ciudad de Uodoo, que es el escenario del primer arco de la serie. Se encuentra con Chirico escondido dentro de un AT averiado y, al darse cuenta de sus extraordinarias habilidades como piloto, le ofrece un contrato como combatiente de Battling donde él quedaría como su agente y por ende, como beneficiario de buena parte de sus ganancias. A partir de este encuentro, la vida de ambos hombres quedará ligada, Gotho se convierte en un apoyo primordial para que Chirico pueda lograr sus objetivos, en primera instancia por la búsqueda de un beneficio económico pero más tarde por una genuina amistad, Gotho llega a ser una de las muy pocas personas que realmente conocen a Chirico y entienden el por qué de sus acciones.

#### Vanilla
Es un hombre joven que se dedica a hacer negocios en el mercado negro y en los combates de Battling dentro de la ciudad de Uodoo, durante la guerra participó como piloto de helicópteros de combate. Es un conocido y a veces socio de negocios de Gotho, aunque también rival en ocasiones, de hecho ambos se disputan el control sobre Chirico para su beneficio personal, pero al igual que Gotho, también desarrollará una amistad con Chirico. Durante el primer arco de la serie, ayuda a Chirico en varias ocasiones junto con Gotho y Coccona para escapar de sus enemigos y también a combatirlos. A lo largo de la serie, expresa sus sentimientos hacia Coccona, con la cual terminará estableciendo una relación amorosa.

#### Coccona
Es una chica adolescente huérfana que perdió a toda su familia durante la guerra de cien años. Conoce a Chirico poco después de que este se encuentra con Gotho, hombre con el que realizaba trabajos ocasionalmente. Desde su primer encuentro con Chirico, muestra interés en él y poco después desarrolla un enamoramiento, razón por la cual pasará por varias situaciones de celos hacia Fyanna durante la serie. Sin embargo, Coccona es la causante de que Gotho y Vanilla se decidan a ayudar a Chirico cuando este se encuentra en problemas, en varias ocasiones. A pesar de su faceta infantil y celosa, se vuelve parte importante del equipo de apoyo de Chirico demostrando habilidad para usar armas de grueso calibre y conducir vehículos en situaciones peligrosas, siendo valiente y decidida, y desarrollando poco a poco una madurez. Durante el segundo arco de la serie, comienza a expresar sentimientos hacia Vanilla aunque su interés por Chirico continúa, eventualmente, establecerá una relación amorosa con Vanilla.

#### Capitán Rochina
Es un mando muy importante dentro del Ejército de la Confederación Gilgamesh aunque con un pasado bastante misterioso, estuvo involucrado en el programa "Perfect Soldier". Es el principal perseguidor de Chirico a lo largo de la serie, aunque también le brinda apoyo contra sus otros enemigos sin que este lo sepa a través de un rastreador. En un inicio, sus razones para perseguir a Chirico se deben a su relación con el Prototipo, ya que sospecha que este le ocultó información durante el interrogatorio, en el cual también lo torturó. Pero conforme avanza la historia, sus motivaciones para perseguir a Chirico se vuelven más extrañas e indefinidas, dejando entrever que sabe aspectos del pasado de Chirico que incluso este mismo desconoce, y despertando sospechas de otros miembros del ejército de Gilgamesh hacia él.

#### Ru Shako
Es un mercenario combatiente en la guerra civil de Kummen, originario del planeta Quent. Aparece por primera vez durante el segundo arco de la serie principal, al igual que Chirico tiene una personalidad seria y distante, aunque también es muy fiel a las costumbres de su planeta y orgulloso de su origen quentiano. Gracias a sus similitudes, desarrolla una relación cercana con Chirico, a quién le ayudará a descubrir algunos misterios de su pasado en el último arco de la serie.

#### Ypsilon
Es un humano artificialmente modificado para servir como Perfect Soldier creado por la Sociedad Secreta, a diferencia de Fyana que fue creada por el Ejército de la Confederación Gilgamesh. Sin embargo, Fyana influye de manera considerable en el desarrollo de su personalidad, por lo que este termina experimentando sentimientos hacia ella que van desde el amor al odio. Aparece por primera vez durante el segundo arco de la serie, combatiendo para la monarquía de Kummen en la guerra civil. El propósito de crearlo, fue lograr un Perfect Soldier sin las fallas que Fyana presentaba al estar sujeta a los sentimientos y emociones humanas que su encuentro con Chirico despertó en ella. Los científicos que crean a Ypsilon llegan a la conclusión de que este debe estar motivado por el odio para ser realmente efectivo, por lo que incentivan en él una rivalidad hacia Chirico y lo manipulan para que combata contra él en varias ocasiones. Al igual que Fyana, requiere de baños de "Jijirium" para mantenerse con vida. Cuando Fyana traiciona a la Sociedad Secreta para huir con Chirico, siente un profundo resentimiento hacia ella pero también aflicción por su abandono y celos hacia Chirico. La personalidad de Ypsilon es la de un soldado orgulloso de su superioridad sobre un ser humano común y corriente, y que ve las batallas como un medio para bañarse de gloria y honor. Sin embargo, hacia el final del tercer arco, Ypsilon comienza a cuestionarse cómo es posible que Chirico pueda pilotear un AT de manera tan sobresaliente como él.

## Anime

### Armored Troopers VOTOMS (serie de TV)
Serie de televisión de 52 episodios estrenada en 1983. Cada episodio tuvo una duración de 24 minutos. La serie está dividida en cuatro arcos argumentales y tiene cuatro episodios recopilatorios bajo temáticas específicas. Los arcos argumentales son:

#### Uodoo (Capítulos 1 a 13)
La trama principal de este arco es el encuentro entre Chirico y Fyana, al mismo tiempo que Chirico comienza a develar los misterios con respecto a la Sociedad Secreta que controla a Fyana y su relación con la misión en la que se vio involucrado al inicio de la serie. También es durante este arco que Chirico conoce a Gotho, Vanilla y Coccona, y comienza su relación con ellos, dejando de lado el ser solitario que acostumbraba ser.

#### Kummen (Capítulo 14 a 28)
Después de salir de Uodoo, Chirico localiza a la Sociedad Secreta en Kummen, un país sumido en una guerra civil. Chirico se une a los mercenarios que luchan contra la monarquía del país y se reencuentra con sus amigos Gotho, Vanilla y Coccona quienes se habían asentado en Kummen. Durante este arco, Chirico vuelve a reunirse con Fyana pero también tendrá que enfrentar un nuevo enemigo: Ypsilon, un Perfect Soldier más letal en comparación con Fyana.

#### Sunsa (Capítulos 29 a 40)
Chirico y Fyana logran escapar de la Sociedad Secreta pero se verán atrapados en nuevos misterios acerca de su origen y su pasado. El escenario principal de este arco es el planeta Sunsa que fue severamente devastado por la guerra de cien años y donde los Red Shoulders cometieron varias masacres. Chirico tendrá que elegir entre escapar junto con Fyana y sus amigos o combatir a Ypsilon y los demás enemigos, en este cuestionamiento, comenzarán a surgir con más fuerza los misterios acerca de quién es Chirico realmente.

#### Quent (Capítulos 41 al 52)
Con la intención de descubrir la verdad detrás de su origen, Chirico viaja solo a Quent, donde recibirá el apoyo de Shako. La Sociedad Secreta y el Capitán Rochina también se harán presentes para complicarle las cosas a Chirico.

### The Last Red Shoulder
OVA de 60 minutos de duración publicado en 1985. Trata acerca del reencuentro de Chirico con sus camaradas de su antigua unidad militar y de sus planes para vengarse del General Pailsen, el creador de los Red Shoulders y quién marcó su destino al reclutarlos como parte de esta unidad. Por otra parte, también se muestra cómo Pailsen estuvo involucrado con la Sociedad Secreta, el nacimiento de Ypsilon como Perfect Soldier mejorado y la influencia de Fyana en el desarrollo de su personalidad. Cronológicamente se encuentra ubicada entre el final del arco de Uodoo y el inicio del arco de Kummen de la serie de TV.

### Big Battle
OVA de 60 minutos publicado en 1986. Está ambientado casi al final de la serie de TV. Trata acerca de Chirico esforzándose por proveer a Fyana del Jijilium que necesita para mantenerse con vida mientras que Gotho intenta convencerlo de participar en un enfrentamiento de Battling que podría darles ganancias sustanciales. El principal antagonista de la historia es Niva, un Perfect Soldier perteneciente a la Unión Balarant y que tiene un odio personal hacia Chirico por haber pertenecido a los Red Shoulders, la unidad militar que casi lo mató cuando aún era un soldado humano normal.

### The Red Shoulder Document: Roots of Ambition
OVA de 60 minutos de 1988. Funge como una precuela para la serie de TV y está muy relacionado con el OVA The Last Red Shoulder. Trata acerca de cómo Chirico pasa a formar parte de los Red Shoulders y conoce a sus compañeros que aparecen en The Last Red Shoulder. En esta historia se explora a Chirico como un "sobreviviente único" con el que el General Pailsen tiene una obsesión desde tiempo atrás.

### Armor Hunter Mellowlink
Armor Hunter Mellowlink (機甲猟兵メロウリンク Kikō Ryōhei Merourinku?) es una serie animada japonesa en formato OVA derivada de la serie Armored Trooper Votoms. Se estrenó el 21 de noviembre de 1988. Está ambientada en la misma época que la serie original Armored Troopers VOTOMS de 1983, pero su argumento es totalmente distinto al de dicha serie aunque maneja ciertas conexiones.
Mellowlink es la historia de un soldado cuya unidad es sacrificada en batalla por razones desconocidas. Aunque no tenía posibilidades, Ality Mellowlink (el personaje principal de la serie), se las arregla para sobrevivir pero termina siendo acusado de un crimen que no cometió. Mellowlink escapa de sus captores y comienza a perseguir a sus antiguos líderes militares para vengar a los miembros de su pelotón y averiguar la conspiración que terminó con sus vidas.
Esta serie está disponible para descarga en la página oficial de Bandai Visual. Una versión en DVD fue publicada el 6 de diciembre de 2006. La serie fue publicada en dos ocasiones en formato laserdisc, la primera dividida en 6 volúmenes y la otra en tres empaques para CD junto con dos pistas musicales.

### Shining Heresy
OVA de 5 episodios publicado en 1994. Es la secuela directa de la serie de TV, la historia trascurre 32 años después de los eventos ocurridos en el último capítulo. Chirico y Fyana son sacados de la cápsula de sueño, también conocida como "Cold Coffin", y poco después son separados sin que Chirico pueda evitarlo. A lo largo de los episodios se muestra la travesía de Chirico para reunirse con Fyana al mismo tiempo que tiene que lidiar con los ataques de Teitana, un nuevo tipo de soldado artificialmente mejorado conocido como Nextant. Teitana forma parte de la Iglesia de Martial, una organización religiosa de mucho poder que tiene un especial interés en Chirico llamándolo "El Intocable".

### Pailsen Files
OVA de 12 episodios publicado en 2007. Cronológicamente está ubicada entre la OVA The Red Shoulder Document: Roots of Ambition de 1988 y la serie original de 1983. Narra la vida de Chirico después de haber pertenecido a los Red Shoulders y antes del fin de la guerra de cien años. Mientras que Pailsen es sometido a juicio e interrogatorios acerca de los Red Shoulders y sus teorías de los "supervivientes únicos", Chirico junto con otros soldados que también han demostrado una habilidad sobresaliente para mantenerse con vida a pesar de las batallas que han librado, son enviados a diversas misiones donde se les pone a prueba constantemente. Esta entrega se caracteriza por el uso de CGI por primera vez para la animación de las batallas de AT´s.

### Phantom Chapter
OVA de 6 episodios publicado en 2010. Es la secuela del OVA Alone Again, aunque fue publicado antes. Es el desenlace, al menos de momento, de la historia de Chirico Cuvie. Los primeros episodios están enfocados en Gotho, Vanilla y Coccona (personajes que no aparecían desde la OVA Big Battle en 1986) quienes visitan varios escenarios de la serie principal mientras buscan a Chirico. Ru Shako también aparece en esta entrega, buscando a Chirico con la intención de que le apoye en una situación complicada que sucede en el planeta donde su raza y cultura se ha establecido.

### Case: Irvine
- Armored Trooper VOTOMS Case;Irvine (ケース;アービン), Este OVA trata acerca de Irvine Lester, un reparador de Armored Trooper en el mundo ficticio de VOTOMS.

### Alone Again
OVA de 50 minutos publicado en 2011. Es hasta el momento, la última entrega del universo VOTOMS. Cronológicamente está ubicada entre las series de OVA Shining Heresy de 1994 y Phantom Arc de 2010. Muestra el reencuentro de Chirico con sus amigos de la serie original; Gotho, Vanilla y Coccona quienes han formado una familia, mientras que por otra parte, Taitana se ve obligada a enfrentarse con miembros de la Iglesia de Martial que buscan acabar con ella.

## Canciones
- Apertura: Honou No Sadame (El destino de las Llamas)
- Letra: Takahashi Ryousuke
- Composición y Arreglos: Inui Hiroki
- Interpretada por: Tetsu

## Tecnología
| Cronología ficcional de Votoms                                                                     |
| -------------------------------------------------------------------------------------------------- |
| OVA Armored Trooper VOTOMS: Red Shoulder Document: The Roots of Ambition                           |
| OVA Armored Trooper VOTOMS: Pailsen Files                                                          |
| Serie de TV Armored Trooper VOTOMS episodios 1-13, saga de Uoodo                                   |
| OVA Armored Trooper VOTOMS: The Last Red Shoulder                                                  |
| Serie de TV Armored Trooper VOTOMS episodios 14-27, saga de Kummen                                 |
| Serie de TV Armored Trooper VOTOMS episodios 28-39, saga de Sunsa                                  |
| Serie de TV Armored Trooper VOTOMS episodios 40-52, saga de Quent                                  |
| OVA Armored Trooper VOTOMS: Battle Of The Heterogeneous Species                                    |
| Serie de TV Armored Trooper VOTOMS episodio 52, epílogo                                            |
| * OVA Armored Trooper VOTOMS: Heretic Saint (ambientado 32 años después de la serie de televisión) |

Excepto por los cruceros espaciales y la tecnología médica, el universo de VOTOMS presenta una tecnología poco sofisticada (que se describe a menudo como ciencia ficción dura). Soldados y vehículos de combate por igual están provistos con misiles y armas con proyectiles; solamente las grandes naves espaciales tienen armas de energía, y sólo en escaso número. El arma principal del conflicto es el Soldado de Caballería Blindado (también conocido como AT, y descripto simplemente como "una armadura con cañón incorporado"), un vehículo humanoide de combate de producción industrial que es piloteado por un solo soldado. Estas máquinas también son conocidas como VOTOMS (Vertical One-man Tank for Offense & ManeuverS - Tanque Vertical Monoplaza de Ataque y Maniobra).
Los AT son máquinas rústicas, simples, equipadas con uno o dos sistemas de armas, normalmente un cañón automático ligero y una lanzadera de cohetes o misiles. Ellos miden (de pie) entre tres y cuatro metros de alto, con el piloto ocupando la mayoría del área del pecho y la cabeza. Se usan baterías para dar energía a un líquido especial llamado Solución de Polímero en los "cilindros musculares" de los miembros para emular la capacidad de movimiento humano. La Solución de Polímero es muy inflamable y se descompone con el tiempo, lo que requiere la reposición periódica para los AT que no tienen sistema purificador (normalmente alojados en mochilas blindadas). Los AT pueden recibir mantenimiento sobre el terreno e incluso se les puede colocar repuestos con simples herramientas de taller. A diferencia de otros mechas en otras series que aparecieron en la misma época, los AT de Votoms están pensados como tanques caminantes, ya que no pueden volar o transformarse.
Los AT tienen sistemas computarizados simples que les permiten operar en un modo semiautónomo o modo "conejo", sin un piloto. Los pilotos también pueden preparar de antemano un "disco de la misión" de despliegue que se inserta entonces en la computadora de la cabina del piloto. El disco de la misión se utiliza para almacenar la información relativa a las maniobras que el piloto anticipa que serán necesarias, así como también para evaluar las tácticas de un adversario y prepararse para enfrentarlo mejor. El piloto activa el disco de la misión en el momento apropiado y el AT ejecuta las maniobras pre-programadas, volviéndose más rápido en las maniobras cuando el piloto lo necesita. Esto le permite al piloto prestar más atención a la batalla y por lo tanto reaccionar más rápidamente. Los Armored Trooper fueron creados por el famoso diseñador japonés de mechas Kunio Okawara.

## Videojuegos
VOTOMS ha aparecido en numerosos juegos de video desde la emisión original de la serie. Ninguno de ellos ha sido lanzado fuera de Japón. 
- X68000 : Dead Ash
- PC8801 : Black Unicorn
- PC-9801 : Votoms: The Real Battle
- Super Famicom : Votoms - The Battling Road
- PlayStation : Blue Sabre Knights
- PlayStation: Armored Trooper Votoms - Uoodo and Kummen
- PlayStation: Brave Saga (como un personaje de invitado)
- PlayStation: Armored Trooper Votoms Lightning Slash
- PlayStation: Armored Trooper Votoms Steel Force
- PlayStation: Brave Saga 2 (como un personaje invitado)
- Dreamcast: Sunrise Eiyuutan (como un personaje invitado)
- PlayStation 2 : Sunrise Eiyuutan 2 (como un personaje invitado)
- WonderSwan: Harobots (como un personaje invitado)
- Game Boy Color: GB Harobots (como un personaje invitado)
- Game Boy Color: Brave Saga Shinsou Astaria (como un personaje invitado)
- PlayStation 2: Soukou Kihei Votoms / Armored Trooper Votoms
- PlayStation Portable: Super Robot Wars Z 2 Hakai-hen (como personaje invitado)
- PS4, Switch, PC: Super Robot Wars 30 (como contenido DLC)

Por un tiempo limitado el juego "Votoms Armored Trooper - Uoodo y Kummen" incluyó un modelo Red Shoulder personalizado. Chirico también figura en el juego para PlayStation 2 "Eiyuutan Sunrise (Sunrise Heroes)"

## Juego de rol
VOTOMS cuenta con su propio juego de rol oficial para Estados Unidos, desarrollado por R. Talsorian Games que utiliza el sistema Fuzion como base para las mecánicas de juego, el sistema permite gran flexibilidad a los jugadores para crear sus personajes e incluso sus propios AT, se incluye también una gran cantidad de información referente al universo de VOTOMS así como una sinopsis completa de las cuatro etapas de la serie original.

## Juegos de mesa y miniaturas
La compañía Tsukuda Hobby lanzó tres juegos basados en la serie VOTOMS, el primero de ellos Battling es definido como un juego de rol de batallas, donde los jugadores controlan ATs que maniobran y combaten dentro de una arena, al estilo de Uuodo. El segundo, Armored Trooper Votoms: Red Shoulder permite simular las misiones del infame escuadrón de Chirico Cuvie, previo al inicio de la serie (retomado también recientemente en OVA), el tercer juego de esta compañía Civil War es un juego táctico/estratégico que recrea las batallas de la parte 2 Kummen. Estos tres juegos usan mapas divididos mediante una red de hexágonos sobre los que se colocan fichas de cartón bidimensionales para representar los diferentes elementos del juego, desde ATs, tanques e infantería, hasta objetivos y terreno, se usan dados para determinar el éxito de una acción y su nivel de complejidad en una escala de 1 a 6 puede llegar hasta 5 (según el fabricante). 
La compañía Takara también lanzó al mercado un juego de batallas con miniaturas, llamado Armored Trooper Votoms: Plotters City Woodo que también usa tableros impresos con una red de hexágonos pero incluye figuras de metal para representar a los combatientes, las miniaturas incluidas aparentan modelos de Scopedog y Standing Turtle y no miden más de 3cm de altura, también se usan fichas de cartón para otros elementos del juego y dados para la resolución de las acciones.
Cabe mencionar que estos cuatro juegos fueron lanzados exclusivamente en Japón y por consiguiente, en idioma japonés, aunque es notable que los títulos de los mismos se presentan en inglés y con letras romaji (alfabeto arabigo) en lugar de katakana (caracteres japoneses para lenguas extranjeras). La compañía TCI llegó a importar a Estados Unidos el juego Armored Trooper Votoms: Plotters City Woodo de Takara el cual incluía una fotocopia con la traducción del manual al inglés, dichas traducciones nunca fueron muy precisas e incluso llegaban a cambiar por completo las reglas de los juegos que importaban.
R.Talsorian Games Inc. lanzó un juego promocional llamado Armored Trooper Votoms: Conflict on Kummen que pretendía servir como primer acercamiento al juego de rol mencionado anteriormente, consistía de un tablero sin reticular, fichas recortables y reglas simplificadas de batalla que incluían 3 perfiles de Armored Troopers; a pesar de ser en extremo sencillo, el promo fue muy solicitado, llegando incluso a generar la impresión de que precedía a un juego de batallas con miniaturas.
En 1997, durante el boom de los juegos de cartas, Takara vuelve a tomar la licencia de VOTOMS y lanza (también en japonés) Armored Trooper Votoms: The Battling Card Game, juego de batallas con cartas que simulan las batallas en la arena de Uoodo City.

## Conceptos derivados
El estudio de diseño canadiense Dream Pod 9 lanzó en 1995 la serie Heavy Gear primero mediante un juego de cartas que luego se consolidaría en un juego de rol y finalmente ofreciendo una gama de miniaturas en escalas 1/87 y 1/144. Dicha serie muestra una marcada influencia de Armored Troopers Votoms, los Gears son prácticamente una calca de los AT proponiendo tecnología similar al estilo Hard Science fiction que la hacen factible en nuestros días, los sistemas de movimiento (patines u orugas en los pies del AT), sensores (cámaras compuestas dispuestas como un cíclope), armamento (cañones automáticos de reacción química) y hasta dimensiones (entre 3 y 5 m de altura) son prácticamente idénticos, si bien la historia de Heavy Gear ha evolucionado desde sus orígenes hasta distanciarse lo suficiente de Votoms, es claro que los creadores de esta serie se basaron directa y ampliamente en los conceptos originales de Armored Trooper Votoms.

## Figuras y modelos
Se han producido una gran cantidad de modelos a escala y miniaturas de los diferentes ATs y personajes, se les puede catalogar en tres grandes ramas:
Modelos de plástico a escala para armar: Producidos por las compañías japonesas Takara, en escala 1/35 y 1/24, y Wave en escala 1/48 y 1/60, fueron luego licenciados a Union Model Co. Ltd. Los modelos más comunes son Scopedog, Scopedog II (Round Mover), Marshydog, Brutishdog, Standing Turtle, Snapping Turtle, Red Shoulder Special, Strikedog, Bacchus, Rabidly Dog, Berserga, Diving Beetle, Berserga DT, Zwerg, Fatty y Scopedog Turbo Custom.
Recientemente, Bandai lanzó en escala 1/20, los modelos High Grade basados en la saga Pailsen Files del Fatty, Butishdog y el Scopedog, este último también en una versión de lujo que incluye fotocortados, cañones torneados y piezas metálicas.
Modelos Terminados y Gashapon: Se trata de figuras de acción articuladas, pintadas y ensambladas que replican la escala de los modelos de plástico, pero se fabrican en una diversidad de materiales que van desde el PVC y el estireno, hasta el metal forjado (die cast) o una combinación de estos. Las escalas más comunes son 1/35, 1/48, 1/144, 1/20, 1/18 y 1/12 para personajes, las marcas más comunes son Kotobukiya, Takara, Kaiyodo, Yamato y Bandai. 
Garage Kits (Miniaturas de Metal y/o Resina): Son ediciones limitadas producidas por modelistas independientes presentados en ferias japonesas y lanzados por las compañías japonesas  Kotobukiya y Wave con licencia oficial de Sunrise; representan generalmente modelos de AT no vistos en las series como el Blood Sucker y el Testa-Rossa ambos a escala 1/35, aunque también existen modelos en otras escalas como son 1/48, 1/60 e incluso 1/12 para el caso de figuras de personajes especiales como Chirico o Fyanna.
En 1994, Kotobukiya lanzó al mercado una serie muy limitada de miniaturas de metal para armar producidas en escala 1/87 y 1/60.
Todos estos modelos ofrecen prestaciones muy superiores a los modelos de plástico e incluso a las figuras de acción de la época, siendo completa y verdaderamente articulados, pudiendo incluso cambiar de configuración, posicionamiento, armamento etc. Estos kits son difícilmente vistos fuera de Japón, por su rareza y particularidades, se les considera los productos más raros producidos con base en esta serie.

## Libros de arte y modelismo
Se han publicado un buen número de libros con información sobre el trasfondo, fichas técnicas, arte y modelos armados por profesionales (al estilo de Maschinen Krieger / SF3D), todas estas publicaciones se encuentran naturalmente sólo en japonés. 

## Spin-offs
Armor Hunter Mellowlink, una serie de OVAs de 12 episodios está ambientado en el mismo universo, pero con una historia y unos personajes diferentes. Se vincula libremente con los acontecimientos que conducen al inicio de la serie de televisión original. 